# الكسندر موريس (سياسي)
الكسندر موريس هو محامي وكاتب وقاضي وسياسي كندي، ولد في 17 مارس 1826 في كندا، وتوفي في 28 أكتوبر 1889 في تورونتو في كندا. حزبياً، نشط في حزب كندا المحافظ وحزب أونتاريو المحافظ التقدمي. وقد انتخب عضو برلمان مقاطعة أونتاريو وانتخب عضو مجلس العموم الكندي وانتخب Lieutenant Governor of Manitoba ‏ (1872 – 1877).

## روابط خارجية
- الكسندر موريس على موقع الموسوعة البريطانية (الإنجليزية)